# Then Jerico
Then Jerico es una banda de rock inglesa que fue popular a finales de los 1980s con sonidos evolucionados de la New wave de principios de la década con toques synthpop y tecno-pop. Los temas más conocidos son "Big area" y "The motive".

## Carrera
En sus orígenes la banda tocó en The Limelight Club en NYC, en 1983, y firmó con el sello London Records en 1984.
En 1987 llegó el éxito con dos álbumes: "First (The Sound of Music)", el cual logró el puesto 35 en las listas de Álbumes del Reino Unido, seguido por "The big area" en 1989, que fue disco de oro y alcanzó el puesto 4 en las listas de Álbumes del Reino Unido. Belinda Carlisle apareció como voz principal acompañante en el sencillo "What does it take".
El tema que dio nombre al álbum, "Big area", alcanzó el puesto 13 en las listas inglesas.
A principios de los 1990s, Mark Shaw dejó la banda para seguir en solitario, aunque finalmente solo publicó un álbum de estudio en 1991, "Unic". También trabajó con Spandau Ballet y SAS Band.
En 1998, Shaw reapareció con Then Jerico con el álbum "Orgasmaphobia", coproducido por Mark Shaw y Andy Taylor con colaboraciones de Mick MacNeil, teclista de Simple Minds y el autor Iain Banks. En 2000, publican un álbum en vivo grabado en 1992 "Alive & Exposed".
En la década de los 2010s han participado en diversos festivales de Rock.

## Discografía

### Álbumes
- First (The Sound of Music) (1987)
- The Big Area (1989)
- Almost... (Mark Shaw, solo) (1991)
- Electric (1994)
- Radio Jerico [2 CD] (1997) (re-issued as download only via thenjerico.com, 2012)
- Orgasmaphobia (1998)
- The Best Of... (1999)
- Alive & Exposed (2000)
- First (The Sound of Music) (25th Anniversary Expanded Edition 2012)
- Jewels in Time: Rarities & Unreleased Tracks (Then Jerico Music 2012)
- Big Area (Re-issue Warner/Rhino 2012) Acoustic Live (CD/DVD) (2012)
- Reprise (compilation) (Warner/Rhino May 2013)
- Acoustic: Live London 2012 (CD only) (Then Jerico Music June 2013)

### Sencillos
- "The Big Sweep" (1985)
- "Fault" (1985)
- "Muscle Deep" (1986)
- "Let Her Fall" (1986) – UK No. 65
- "Prairie Rose" (1987)
- "The Motive (Living Without You)" (1987) – No. 18
- "Muscle Deep" (1987) – No. 48
- "Big Area" (1988) – No. 13
- "What Does It Take" (1989) (featuring Belinda Carlisle) – No. 33
- "Sugar Box" (1989) – No. 22
- "Love So Bright" (Mark Shaw solo – 1990)
- "Under Your Spell" (Mark Shaw solo – 1991)
- "The Motive" (1996) (Eurohouse Remix – Bol Beat Records)
- "The Motive" (1997) (ItaloDance Remix – Contraseña Records)